# Borgwedel
Borgwedel (en danois: Borgvedel) est une commune de l'arrondissement de Schleswig-Flensbourg, Land de Schleswig-Holstein.

## Géographie
La commune se situe sur la Schlei dans la péninsule d'Angeln, à huit km de Schleswig.
Elle regroupe les quartiers de Borgwedel et Stexwig.

## Histoire
Le village de Borgwedel est mentionné pour la première fois en 1575-1576. Le nom  viendrait de "Auf dem Weg zu einer Burg", "sur la route d'un château".
Le nom de Stexwig signifierait "la baie et l'eau devant le village" ; il est mentionné pour la première fois en 1412.
Des fouilles archéologiques près de Stexwig ont découvert des fortifications datant de l'époque viking.